# Valetudinarium
Els Valetudinaris eren els espais auxiliars militars (hospitals) durant l'època de l'emperador August de la guerra en l'època republicana. Els infermers en aquells llocs estaven diferentment formats que un infermer addicional (un infermer addicional són aquells infermers que donen uns serveis bàsics per poder auxiliar als pacients amb necessitats, són els infermers que pots trobar en un hospital d'avui en dia, però en aquest cas, amb la medicina i els recursos d'aquella època Romana). La diferencia de formació era notable, ja que havien d'estar preparats per poder suportar més hores desperts ajudant als pacients que ho necessitaven, havien de tenir una bona salut i bon estat físic.

## Origen
Valetudinari és una paraula llatina la qual el seu significat és "l'hospital" i valetudo = salut.
A partir de la trajectòria de l'Emperador Augustvan, ser construïts com a hospitals militars en els quals els infermersestaven formats de diferent manera que no un addicional o un metge civil, se'ls hi deia infermers militars. Ells havien de complir uns requisits per poder ocupar aquest treball durant les batalles en els valetudinaris, que eren; tindre un bon estat físic, tindre la capacitat d'aguantar les hores que feien falta, també fer les curacions amb més rapidesa, tant de ferides com d'infeccions. A part d'infermeres hi havia cirurgians i farmacèutics, tot aquell personal bàsic d'un hospital corrent per poder atendre les diferents necessitats de cada pacient, ja que allà anaven els ferits de la batalla que necessitaven urgentment una operació, o qualsevol mena de curació de ferida o d'infecció.
A tots ells els formaven en uns llocs anomenats, castra stativa = campaments permanents, als quals estaven situats al costat de les vies fluvials (rius), però a la vegada allunyats de pantans de la malària i llocs amb dificultats de subministrament.
(Castra = edificis o terrenys utilitzats en l'antiga Roma).

## Utilitat
Aquests espais amb el nom de Valetudinarium estaven dedicats a auxiliar/atendre als malalts, ferits de les guerres que hi succeïen en aquell moment.
Eren edificis grans i espaiosos amb unes petites habitacions individuals destinades pel respòs de cada pacient després de les cures.

## Estructura
En els temples legionaris, els valetudinaris eren espais triangulars. En el mig de tot hi havia un pati al qual li rodejava uns carrils que tenien 60 sales de 4x5 m cada una (encara que varien les dimensions depèn del lloc on estigui situat). En aquells llocs reposaven els pacients després o abans de les curacions/ operacions.
Hi havia dues fileres, la primera donava vistes al pati interior i la segona donava vistes a l'exterior (camp de guerra). Entre cada una de les fileres hi havia un passadís ampli per poder transportar als malalts amb facilitat i poder-los acomodar en les habitacions.
Dins de les habitacions hi havia unes petites finestres (algunes eren estructures tèrmiques amb llanternes) per poder ventilar l'habitació. En alguns campaments legionaris els passadissos els posaven darrere o al costat esquerre de l'estructura i donava cara a cara amb l'enemic, això si, separat de les casernes dels soldats, de la via principal.
En canvi, en els forts auxiliars, l'estructura era una mica diferent. Eres igualment edificis rectangulars, però al mig en comptes d'un pati hi havia un passadís central, localitzat el més lluny possible del treball militar dels soldats, per així poder tindre més tranquil·litat per curar i operar als pacients.

## Ubicació
Tots els valetudinaris estaven ubicats al costat de les llimes romanes(fronteres al llarg dels rius), en els forts legionaris(legionari= soldats de cossos d'exèrcits pesats(ben armats)) d'una unitat de l'exgerent militar Roma, format per ciutadans de més de quinze anys amb els requisits d'estar ben disciplinats i tindre un bon ordre a part d'un bon estat físic), i en els auxiliars (castrum auxiliar = llocs medicinals, hospitals). Havien d'estar al costat de les llimes romanes perquè així tenien una via de transport de recursos més fàcil que no al centre de la ciutat. Portaven la gran majoria de materials i necessitats a través de vaixells que anaven pels rius que els conduïen fins a les llimes on estaven situats els valetudinaris.